# Can Manel (Vilanova de Sau)
Can Manel és una masia del municipi de Vilanova de Sau (Osona) inclosa en l'Inventari del Patrimoni Arquitectònic Català. Situada dins el terme de l'antiga parròquia de Sant Pere de Castanyadell. Es troba en un estat de conservació regular. Tot i que estructuralment es troba en bon estat, l'exterior presenta símptomes de deteriorament.

## Descripció
Petita masia de planta rectangular, coberta a dues vessants, amb el carener perpendicular a la façana, orientada a migdia. Consta de planta baixa i golfes. Adossat a la part de llevant hi ha un cos amb l'antiga funció de quadra, ara descobert, on es veu l'obertura i la volta de l'antic forn, actualment aterrat. La façana té un petit portal rectangular situat a l'angle esquerre i amb llinda de fusta. A ponent hi ha dues finestres a nivell del primer pis amb els ampits de pedra sense picar i un portal rectangular. La part nord és cega i té petits corrals mig enrunats.
És construïda amb pedra vermellosa, principalment granit, pròpia de les Guilleries. Són lleves sense picar unides amb argamassa de fang.
L'estat de conservació és mitjà.

## Història
Masia situada dins el terme de l'antiga parròquia de Sant Pere de Castanyadell, que junt amb les parròquies de Santa Maria de Vilanova, Sant Romà de Sau, Sant Andreu de Bancells i Sant Martí de Querós formaven part del terme civil de Sau.
Al segle xvi aquesta parròquia comptava amb 6 o 7 famílies, entre les quals Can MANEL no hi figura, és fàcil que aquesta masia es construís als segles següents, moment en què Castanyadell va experimentar un cert creixement demogràfic, ja que al segle xix comptava amb 19 famílies; malgrat aquesta hipòtesi no hi ha cap dada que ho verifiqui.
Amb el nom de can Manel trobem el primer esment en el Nomenclàtor de la Província de Barcelona de 1860, que diu que és una casa situada a 6 km de la capital de l'Ajuntament, un edifici de dues plantes, habitat constantment.
Aquesta zona es troba molt despoblada degut a les males comunicacions però algunes masies com aquesta han estat adaptades com a segona residència.